# Дильонгова
Дильонгова (пол. Dylągowa) або Дилягова — село в Польщі, у гміні Динів Ряшівського повіту Підкарпатського воєводства.

## Історія
В найдавніших документах, які стосуються історії села (XV - XVI стт.) воно назване Дилягова або Дилягова Воля. і на той час було руським. Згодом, населення було латинізоване і полонізоване. На весні 1945 році польські мешканці села взяли активну участь у бійні українського населення у сусідній Павлокомі. Крім самих вбивств та грабежів під час акції 3 березня, дилягівці разом із латинським ксьондзом Францішеком Пасцяком допомагали підрозділам АК, які квартирували тут і готуватись до різанини.  Населення — 598 осіб (2011).
У 1975-1998 роках село належало до Перемишльського воєводства.

## Демографія
Демографічна структура станом на 31 березня 2011 року:
|          | Загалом | Допрацездатний вік | Працездатний вік | Постпрацездатний вік |
| -------- | ------- | ------------------ | ---------------- | -------------------- |
| Чоловіки | 308     | 73                 | 178              | 57                   |
| Жінки    | 290     | 61                 | 138              | 91                   |
| Разом    | 598     | 134                | 316              | 148                  |